# Írország irodalma
Mivel Írország kétnyelvű ország, a szépirodalma két külön fejezetre osztható: Írország ír nyelvű és angol nyelvű irodalmára.

## Ír nyelvű irodalom
Az ír nyelv a skót gael nyelvvel és a man-szigeti nyelvvel együtt a kelta nyelvek közé tartozik. A közös eredet, a szoros nyelvi rokonság, valamint az Írország és Skócia között fennálló politikai kapcsolatok következtében az ír és a skót irodalom fejlődése a 16. századig csaknem azonos volt.
A legkorábbi ír nyelvű szövegek kolostorokban készült kódexekben maradtak fenn, a latin nyelvű szöveghez fűzött glosszák, jegyzetek, versek formájában. A kódexek részben ír kolostorokból, részben más európai kolostorokból kerültek elő. A legjelentősebb a 8. századi würzburgi Paulinus-kódex valamint a 9. századi Sankt Gallen-i kódex. Az ír szövegek hagyományozásának egészen a 19. század közepéig kedvelt és szinte egyetlen módja a kéziratos szöveggyűjtemények összeállítása volt. A legismertebb ír kéziratok:
- Lebor na hUidre (A barna tehén könyve): 12. század eleje elsősorban az ulsteri ciklus történeteit tartalmazza.
- Leinsteri könyv: 12. század végi, nagyrészt a leinsteri ciklus történeteit tartalmazza.
- Raulinson: 11-12. század, jogi, történeti, egyházi szövegek.
- Lecam sárga könyv: 14. századi
- Ballymote-i könyv: 14-15. század
- Leabhar Breac (Pettyes könyv)

A felsoroltakon kívül még sok kézirat ismert, számukat kb. ezerre becsülik. Legnagyobb részük Dublinban, a Royal Irish Academy, illetve a Trinity College könyvtárában található. A szövegek nyelvi szempontból nem egységesek. A 12. század végéig a kéziratok az adott időszak középír nyelvén íródtak. Később azonban a szövegek másolása mechanikussá vált.

### Története

#### Óír irodalom (6-9. század)

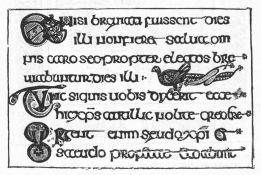
8. századi óír nyelvű kódexlap

Az ír irodalom kezdeteit nem ismerjük pontosan. A Római Birodalom, majd a népvándorlás korának forrásai nem említenek részleteket az ír költészetről. Csupán egy későbbi korszak, az 1. évezred második felének irodalmát ismerjük valamennyire.
A korai óír korszakról külső források nem beszélnek, az írországi emlékek száma is kevés. Az írásbeliséget a Szent Patrik nevéhez kapcsolt térítés teremti meg. A 4. századtól kezdve vannak ugyan ogam írásos feliratok, de a rövid, párszavas, főleg személyneveket tartalmazó feliratoknak irodalmi értékük nincs. Az óír irodalom kezdetei azonban jóval a 6. század előtt időkig nyúlnak vissza. Jelentős volt az eredetét és témáját tekintve igen sokrétű monda- és legendairodalom, a történeti költészet, a helytörténeti és jogi irodalom. Az óészaki irodalomból ismert sagákhoz hasonló jellegzetes ír nyelvű prózai történeteket, mondákat a scél névvel jelölik.
Az irodalom művelése és a szájhagyományozás a hivatásos történetmondók, a filik rendjének a feladata volt. A legkorábbi írásos emlékek a 6. századból valók, ezek főleg latin nyelvűek: feljegyzések, imák, szent Patrik két levele, himnuszok, szentek élete, utazások leírása. Említésre méltó Szent Kolumb, Altus Prosatorat, valamint Cu chuimnce Mária-himnuszai és Oengus Szent Mártonról írt költeményei. A korai ír nyelvű irodalom emlékei között jóval több a vers, mint a próza. Ezek egyrészt a filik, a hivatásos történetmondók szerzeményei voltak (történeti eseményeket elbeszélő, híres királyok tetteit dicsőítő vagy őket sirató költemények, szatírák, szerelmi dalok, jogi és történeti értekezések, genealógiák, valamint a scélek prózai részeit megszakító retorikus költemények), másrészt pedig a kódexmásoló szerzetesek alkották őket, ők szerezték például a korai ír költészet legkiemelkedőbb természetleíró költeményeit.
A legkorábbi versek formája a 4 soros szakasz, ritmus és rím nélkül, amely alliteráló szócsoportokra és kötött szótagszámra épül. A 6. század végén, illetve a 7. század elején megjelent a szabályos ritmus és a rím, ez utóbbi a latin nyelvű irodalom hatására. A 8. században állandósult a 7 szótagos sor és a rím, kialakultak a különböző metrikus formák, amelyek szinte változatlanul maradtak fenn a 17. századig. Az óír költészet emlékeinek legnagyobb része névtelen töredék, de a hagyomány néhány költő nevét is megőrizte. A különböző ciklusok itt is megjelennek:
- Mitológiai ciklus
  - Cuath Maige Tuired (A Mag Tured-i csata; 9. sz.)
  - Tochmarch Étaíne (Udvarlás Étainnek; 9. sz.)
  - Fingal Rónáin (Rónán egyetlen fiának megöletése; 7-8. sz.)
  - Buile Shuibhne (Suibhne extázisa)
  - Cath Almaine (Az alleni csata; 8-9. sz.)
- Ulsteri ciklus:
  - Táin Bó Cúalinge (A cúalingei marharablás; 7. sz.)
  - Aislinge Olugusso (Olugus álma; 8. sz.)
  - Longes mac mUislenn (Uislenn fiainak száműzetése; 8-9 sz.)
  - Táin Bó Fraich (Fraich marháinak elrablása; 9. sz.)
  - Aided Álufheir aífe (Aífe egyetlen fiának halála; 9. sz.)
  - Finn-ciklus
  - Rövid történetek, anekdoták

A 8. században indul fejlődésnek két jellegzetes ír történettípus, az imram és az echtra. Mindhárom típus pogány eredetre megy vissza, de a történetek kialakulásában erős keresztény latin hatás érezhető.
- Az imram (magyarul „utazás”) túlvilági, általában tengeri utazást beszél el, a hős az "ígéret földjét" keresi. A legismertebbek:
  - Imram Brann maic Febail (Febal fiának, Brannak utazása)
  - Maile Dúin (Mael Dúin hajóútja)
- Az echtra (magyarul „kalandozás”) szintén túlvilági utazás, de a hős túlvilági kalandjai állnak a történet középpontjában. A legismertebb:
  - Echtrae Chanlai Chóin maic Cuind (A szép Chonlainak, Cond fiának utazása)

#### Középír irodalom (10-13. század)
Tulajdonképpen átmeneti időszak, a viking támadások kezdete és a normann hódítás közötti időszak. Az Ír-sziget lakossága a katonai demokrácián túllépő feudális társadalmat alakított ki. A művelődés központjaivá a kolostorok váltak, közülük a legnevezetesebb Ckoumacnoise és Terryglass kolostora lettek, ahol a legtöbb fontos óír tárgyú kézirat is fennmaradt. Az egyházi neveltetésű költők és tudósok sajátos szinkretizmust képviselnek: a keresztény hit számára összegyűjtik és leírják a pogány kori ír költészet termékeit. Megjelent a latin nyelvű himnuszköltészet, és az ír szerzetesek tanították betűvetésre majdnem egész Nyugat-Európát. Különösen Nagy Károly udvarában volt erős az ír hatás. A norvég vikingek előtt valószínűleg ír szerzetesek éltek Izlandon, az Írországba törő vikingekkel való kapcsolatuk jól látszik az óizlandi irodalom több műfaján. A huzamosabb kapcsolatok emléke számos irodalmi műben maradt fenn. Az 1014 nagypéntekén lezajlott clontarfi csata, amely az írországi viking uralom, de egyszersmind az ír főkirály, Brian Boru halálát is hozta, az izlandi Njáls saga egyik fejezetének tárgya, és itt olvasható az óizlandi irodalom egyik legfurcsább műve, az úgynevezett Darradarljód („Lándzsadal”). Ez egy harci látomás, amely elmondja, hogy természetfeletti nők hogyan szövik koponyákkal kifeszített belekből a csata "szövetét". Mivel ez a bizarr motívum az óizlandi irodalomban máskor is a kelta területekkel van kapcsolatban, akár kölcsönzés is lehet. Kelta szemszögből egy névtelen szerzőtől származó dicsőítő ének, a Cogadh Gaedhel re Gallaib („A gaelek küzdelme az idegenekkel”) foglalkozik a csatával és Brian király tetteivel, dicsérve a hatalmat megszilárdító tetteit.

##### Mitológiai ciklus
Témáit részben a pogány ír istenvilágból, részben a folklórból meríti, szereplői a távoli szigeteken, vizekben vagy dombokban lakó s az emberekkel szoros kapcsolatot fenntartó természetfeletti lények. A ciklus történetei, melyek egészen a 19. századig kedveltek voltak, általában késői 16–17. századi kéziratokban maradtak fenn, de néhányat már a középír korból is ismerünk. A legismertebb a Magh Turedh-i csata leírása. A történet a scélirodalom szép példája, az elbeszélőnek nem a fő téma az igazán érdekes, hanem mindaz aminek a témához akár egy kis köze is van. Ismertebbek még:
- Oidheaddh Chloinne Tuireann (Tuireann gyermekeinek halála; 11. sz.)
- Tochmarc Étaíne (Udvarlás Étainnak; 11. sz.)
- Seirglige Von Culainn ocus Ocnét Emire (Cúchulainn súlyos betegsége és Emire egyetlen féltékenysége; 9.-11. sz.)

##### Ulsteri ciklus
A történetek színtere a mai Ulster, főhőse Cúchulainn, aki a klasszikus kelta harcosok típusát testesíti meg. A ciklus az időszámításunk kezdete körüli ír társadalmat, annak eseményeit, szokásait mutatja be, az ábrázolt anyagi kultúra, a pogány társadalom, a druida szerepe, az istenek ábrázolása azonos azzal a képpel, amit az antik szerzők alapján Galliáról alkothatunk.
A ciklus fő műve a Táin Bó Cúalinge. E köré csoportosul a többi mű, amelyek a Táin előzményeit, folytatását vagy egy-egy epizódját mondják el.
Egyes hagyományok szerint a Táint először Rumann, Colenan fia öntötte egyetlen összefüggő történet formájába, más hagyomány viszont Semchán Torpeist jelöli meg szerzőjeként. Írott formában két korai változata maradt fenn: egy óír változat, s egy középír változat. alapvetően prózai alkotás, helyenként verses részekkel. Témája egyetlen ember, Cúchulainn védelmezi Ulstert egy egész hadsereggel szemben. Az epikus elemet fokozza, hogy nevelőapja és legkedveltebb barátja is száműzöttként, az ellenséges hadseregben harcol.
További ismertebb művek:
- Scéla Mucce Meic Dáthó (Mac Dáthó disznajának története, 9. sz.)
- Londes Mac nUislenn
- Fled Bricrenn (Bricren lakomája, 10. sz.)
- Faillsingud Tána Bó Cúailnge (A Táin Bó Cúailnge felfedezése, 12. sz.)

## Írország angol nyelvű irodalma
Írország és az ír nép életével, problémaival a XX. század néhány legjelentősebb angol nyelvű ír származású, magát írnek valló költő- próza- és drámaírója foglalkozott, akik egyszersmind a XX. század legnagyobb angol írói közé tartoznak.
Közülük a legjelentősebbek: William Butler Yeats, James Joyce, Seán O’Casey.